# ینیفاکیلی
ینیفاکیلی (به ترکی استانبولی: Yenifakılı) یک منطقهٔ مسکونی در ترکیه است که در استان یوزغاد واقع شده‌است. ینیفاکیلی ۱٬۰۱۰ متر بالاتر از سطح دریا واقع شده‌است.